# Micropsitta meeki
Micropsitta meeki là một loài chim trong họ Psittacidae.